# Алански език
Аланският език е мъртъв ирански език, разпространен някога на територията на Южна Русия и Украйна. Произлиза от диалект на сарматския език. Предшественик е на съвременния осетински език, който е единственият жив ирански език в Европа.

## Произход на названието
Народностното название алани произлиза от индо-иранското *aryana „арийци“, докато самоназванието на съвременните осетинци ирæттæ произлиза от индо-иранското *vira „човек“.

## Особености на аланския език
За аланския език може да се съди единствено по думите, запазени в кратък алано-унгарски речник от 15 век и от отделни изрази във византийски съчинения – поемата „Теогония“ на Йоан Цецас и бележки във византийски ръкопис от 13 век.

### Алано-унгарски речник
Повечето думи в речника са близки до формите от дигорския диалект на осетинския език. Наличието на кавказки думи в речника (Βах „кон“, осет. бæx, Gal „бик“, осет. гал) говори, че унгарските алани са преселници от Кавказ, а не от южноруските степи.

### Аланските глоси във византийски ръкопис от 13 век
Във византийски профетологий от 13 век (Библиотека на Академията на Науките в Санкт-Петербург) са открити следните алански изрази (Engberg, Lubotsky 2003):
- άυτεσήρ στούρ ~ осет. дигор. авдисæр стур „велики понеделник“
- άστέμακ παν ~ *æstæjmag ban „осми ден“ (осет. дигор. æстæймаг бон).
- ζιρην καμ πάν вероятно *zærin kam ban „ден на златната уста“ (осет. дигор. зæринæ ком бон), калка на служба на Йоан Златоуст.

## Контакти с други езици
Аланският език контактува с различни езици в района на Черно море, най-вече гръцки, грузински, адигейски, прабългарски. Поради липсата на писмени паметници следи от тези контакти се откриват едва в съвременния осетински език, който е отдалечен с около 8 – 10 века от аланския.

### Влияние на прабългарския върху аланския език
По времето, когато прабългарите живеят на север от Кавказ, съществуват стопански и културни връзки между тях и аланите. Така например в осетинския език са запазени прабългарски думи като:
- арæн „межда, граница“
- бирæг „вълк“
- кæрдо „круша“
- кæрт „двор“
- тæрхон „съдия“ (сравни тюрк. титла tarqan с китайски произход)
- хуымæллæг „хмел“
- хъамыл „тръстика“
- фаджыс „тор“
- кæрз „ясен“

### Влияние на аланския върху унгарския език
Аланският език оказва известно влияние върху лексиката на унгарския език. Алански заемки в унгарски са думи от следните категории:
- броене и пари: ezer „хиляда“, fizet „плащам“.
- предмети от бита: üveg „стъкло“, fésű „гребен“, híd „мост“, méreg „отрова“.
- имена на метали: ezüst „сребро“.
- религиозни и обществени понятия: nép „народ“, asszony „госпожа“, ördög „дявол“, manó „таласъм“, gazdag „богат“, özvegy „вдовица“, isten „бог“.
- имена на оръжия: vért „щит“, kard „сабя, меч“, *resz – „пила“.
- други: egész „цял“, idegen „чужд“, verem „яма“.

### Контакти със славянски езици
Интересна подробност е, че в осетинския език думата мит „сняг“ има славянски произход (производна на глагола мета) (както и в румънски omăt „сняг“).

## Писменост
Не е известно дали аланският език е имал писменост. Руническите надписи от района на Северен Кавказ могат да бъдат тълкувани от гледна точка и на абхазо-адигейските езици. Във византийските източници са запазени само отделни думи и алански лични имена, нарисани с гръцки букви.